# Jacques Miller
Jacques Francis Albert Pierre Miller (Niza, Francia; 2 de abril de 1931) es un médico e investigador australiano nacido en Francia, conocido por haber descubierto las funciones del timo y por la identificación en especies de mamíferos de dos tipos de linfocitos: linfocitos T y linfocitos B así como sus funciones.

## Biografía
Miller nació el 2 de abril de 1931 en Niza, Francia como J.F.A.P. Meunier y creció en Francia, Suiza y China, principalmente en Shanghái. Tras el estallido de la Segunda Guerra Mundial y la entrada de Japón en la guerra su familia se mudó en 1941 a Sídney, Australia donde cambiaron su apellido a “Miller”. Allí estudió en el St Aloysius' College de Sídney
Siguiendo una distinguida carrera predoctoral en Medicina por la Universidad de Sídney, Miller comenzó a principios de la década de los sesenta sus estudios doctorales en el Instituto de Investigación Chester Beatty (Chester Beatty Research Institute) en South Kensington, Londres, donde investigó la patogénesis de la leucemia linfótica en ratones en el papel del timo en la enfermedad. En aquella época se creía que el timo era un órgano vestigial sin función, pero Miller descubrió que es un órgano vital cuyas funciones son claves en el sistema inmunitario adaptativo, pues aquellos animales que nacían sin él eran incapaces de general rechazo a tejidos ajenos y de resistir muchas infecciones.
En 1966, Miller regresó a Australia para liderar un equipo investigador del The Walter and Eliza Hall Institute of Medical Research (WEHI) en Melbourne tras ser invitado por su nuevo director, Sir Gustav Nossal, que había sucedido a Sir Macfarlane Burnet. Ahí descubrió que los linfocitos de los mamíferos podían ser clasificados entre linfocitos T y linfocitos B, que interaccionaban para producir anticuerpos. Su trabajo también mostró que el timo produce los linfocitos T y elimina los autoreactivos entre otros hallazgos en inmunología que se consideran crucuales para entender enfermedades como el cáncer, las enfermedades autoinmunes o el sida así como el rechazo, la alergia o la inmunidad antiviral. Miller se halla semirretirado desde 1996 pero todavía trabaja varios días a la semana en el WEHI.
Ha ganado varios premios como la Medalla Copley o la Medalla Florey